# Mor er major
Mor er major er en dansk tv-serie i 6 afsnit, der blev udsendt første gang i 1985. Instruktionen stod Jesper Klein for og manuskriptet blev skrevet af Lise Nørgaard. Serien handler om en kvinde, der udnævnes til major i hæren, hvilket ikke er velset hos alle. Helle Hertz ses i den store hovedrolle.

## Medvirkende
Blandt faste medvirkende kan nævnes:
- Helle Hertz: Karen E. Andersen
- Flemming Jensen: Jesper
- Jørgen Reenberg: Oberst Løve
- Lillian Tillegreen: Fru Holger Madsen
- Henrik Koefoed: Svendsen
- Kurt Ravn: Premierløjtnant Jørgensen
- Finn Nielsen: Benny
- Christoffer Bro: Helmuth
- Holger Juul Hansen: Postmester Julius Larsen
- Vera Gebuhr: Fru Betty Larsen
- Ulla Henningsen: Vera
- Olaf Nielsen: Henry Lund, skoleinspektør
- Birthe Neumann: Thyra Lund, skoleinspektørens kone
- Kai Løvring: Oberst Arthur Gram

### Øvrige medvirkende
- Otto Brandenburg: Fuus, bartender
- Michael Carøe: Jensen, soldat
- Søren Sætter-Lassen: Blågaard, soldat
- Hans Henrik Bærentsen: Futte, soldat
- Kurt Ravn: Premiereløjtnant F. Jørgensen
- Jess Ingerslev: Nielsen, seniorsergent
- Claus Nissen: Døffel, oversergent
- Ulf Pilgaard: Sekretær for oberst Gram
- Jesper Klein: Weekendfar
- Martin Vieth: Kenneth, skoleelev
- Ghita Nørby: Marianne Løwe
- Grethe Holmer: Fru Bøverling
- Lene Brøndum: Solaima, servitrice
- Benny Hansen: Kroværten
- Henning Sprogøe: Svanse, soldat
- Jan Gustavsen: Johansen, soldat
- Kim Jansson: Østergaard, soldat
- Morten Lorentzen: Ole
- Tom McEwan: Lastbilschauffør
- Lone Kellermann: Fru Mogensen
- John Larsen: Villy
- Therese Brink Jacobsen: Mette
- David Buch: Frederik
- Annegine Federspiel: Veras veninde
- Theis Gail: Bruno Svendsen
- Ole Dupont: Folkeskolelærer

## Afsnit
1. "Til lykke til lykke"
2. "Et lærestykke"
3. "En varm dag"
4. "På flere fronter"
5. "Krigsstien"
6. "Kvindens plads"